# Zasada jednej odpowiedzialności
Zasada pojedynczej odpowiedzialności (ang. single responsibility principle) – zasada mówiąca, że nigdy nie powinno być więcej niż jednego powodu do istnienia klasy bądź metody.
Zasada została sformułowana po raz pierwszy przez Toma DeMarco oraz Meilir Page-Jonesa pod nazwą zasady spójności, a spopularyzowana i podana w obecnym brzmieniu przez Roberta C. Martina w artykule "Principles of Object Oriented Design" oraz książce "Agile Software Development: Principles, Patterns, and Practices".

## Zastosowanie zasady
Martin utożsamia odpowiedzialność klasy z powodem do jej modyfikacji. Możemy rozważyć moduł, który generuje i drukuje raport. Odpowiada on za dwa procesy, a tym samym mogą wystąpić dwa powody do jego modyfikacji. Po pierwsze, może zmienić się treść generowanego raportu, po drugie – format, w jakim jest on drukowany. Zasada pojedynczej odpowiedzialności mówi, że oba te procesy powinny być niezależne i zaimplementowane w postaci dwóch oddzielnych klas lub modułów, które komunikują się ze sobą za pomocą publicznych interfejsów.